# Mecha Break
Mecha Break es un videojuego de disparos en tercera persona de mechas desarrollado por Amazing Seasun Games, una subsidiaria de Kingsoft.
El juego se anunció en The Game Awards 2023 y admite conectividad multiplataforma entre Microsoft Windows y Xbox Series X|S. Estuvo programado oficialmente para una beta pública el 2 de julio de 2025, con planes de lanzarse en PlayStation 5 más adelante en 2025.

## Jugabilidad
Mecha Break es un juego online por equipos, principalmente de disparos. El juego cuenta con varios modos de juego, centrados principalmente en la coordinación del equipo en las batallas o en la consecución de objetivos específicos. Los jugadores pueden elegir entre múltiples roles de mecha en cinco tipos de clase: Atacante, que inflige la mayor parte del daño para atacar o defender puntos de control; Defensor, que absorbe grandes cantidades de daño y Apoyo, que proporciona curación u otras mejoras a sus compañeros. Otros roles incluyen Luchador y Francotirador, cada uno con estilos de juego únicos.
La banda sonora del juego incluye al notable compositor Hiroyuki Sawano, quien anteriormente participó en otras obras de mechas como Aldnoah.Zero.
La beta abierta de Mecha Break se lanzó en febrero de 2025 y rápidamente ganó popularidad, alcanzando más de 300 000 jugadores simultáneos en Steam. Este hito permitió que el juego superara brevemente a Marvel Rivals en número de jugadores.

## Argumento
El juego se ambienta en un mundo alternativo de la Tierra donde, en el año 2082, una "Gran Catástrofe" virtual condujo al descubrimiento de un mineral de carbono y silicio conocido como EIC ("Corita"). Este mineral se convirtió en la solución a la crisis energética de la Tierra. Sin embargo, el uso de Corita conlleva graves efectos secundarios, como una alta infectividad y una fuerte patogenicidad. Las zonas contaminadas, conocidas como "Zonas de Desvanecimiento", se extendieron rápidamente por todo el planeta. Solo los mechas son capaces de operar en estas zonas de alta contaminación. Para asegurar la supervivencia de la civilización y descubrir la verdad tras este mundo, los pilotos de mechas participan en diversas acciones.